# Média geométrica ponderada
Em estatística, dado um conjunto de dados, 
{\displaystyle X=\{x_{1},x_{2}\dots ,x_{n}\}}
e  pesos correspondentes, 
{\displaystyle W=\{w_{1},w_{2},\dots ,w_{n}\}}
a média geométrica ponderada é calculada da seguinte forma:
{\displaystyle {\bar {x}}=\left(\prod _{i=1}^{n}x_{i}^{w_{i}}\right)^{1/\sum _{i=1}^{n}w_{i}}=\quad \exp \left({\frac {\sum _{i=1}^{n}w_{i}\ln x_{i}}{\sum _{i=1}^{n}w_{i}\quad }}\right)}
Note que se todos os pesos são iguais, a média geométrica ponderada é igual à média geométrica.
Outras médias podem ser calculadas de formas ponderadas também. Provavelmente a melhor média ponderada conhecida é a média aritmética ponderada, usualmente é simplesmente chamada de média ponderada. Outro exemplo de média ponderada é a média harmônica ponderada.
A segunda forma acima ilustra que o logaritmo da média geométrica é a média aritmética ponderada do logaritmo dos valores individuais.